# Paul Tanui
Paul Kipng'etich Tanui (22 dicembre 1990) è un mezzofondista keniota. Ha rappresentato il Kenya ai Giochi olimpici di Rio de Janeiro 2016, vincendo la medaglia d'argento nella corsa dei 10 000 metri piani.

## Palmarès
| Anno | Manifestazione     | Sede           | Evento         | Risultato | Prestazione | Note                                     |
| ---- | ------------------ | -------------- | -------------- | --------- | ----------- | ---------------------------------------- |
| 2010 | Mondiali di cross  | Bydgoszcz      | Corsa seniores | 8º        |             |                                          |
| 2010 | Mondiali di cross  | Bydgoszcz      | A squadre      | Oro       |             |                                          |
| 2011 | Mondiali di cross  | Punta Umbría   | Corsa seniores | Argento   |             |                                          |
| 2011 | Mondiali di cross  | Punta Umbría   | A squadre      | Oro       |             |                                          |
| 2011 | Mondiali           | Taegu          | 10000 m piani  | 9º        | 27'54"03    |                                          |
| 2013 | Mondiali           | Mosca          | 10000 m piani  | Bronzo    | 27'22"61    |                                          |
| 2015 | Mondiali           | Pechino        | 10000 m piani  | Bronzo    | 27'02"83    |                                          |
| 2016 | Giochi olimpici    | Rio de Janeiro | 10000 m piani  | Argento   | 27'05"64    |                                          |
| 2017 | Mondiali           | Londra         | 10000 m piani  | Bronzo    | 26'50"60    | Miglior prestazione personale stagionale |
| 2019 | Giochi panafricani | Rabat          | 10000 m piani  | dnf       | dnf         |                                          |

## Campionati nazionali
2008
- 4º ai campionati kenioti juniores, 5000 m piani - 13'59"20

2010
- 7º ai campionati kenioti, 10000 m piani - 27'36"76
- Oro ai campionati kenioti di corsa campestre - 35'12"

2011
- 5º ai campionati kenioti, 10000 m piani - 27'44"5

## Altre competizioni internazionali
2011
- 4º al Prefontaine Classic ( Eugene), 10000 m piani - 26'50"63
- 11º all'Athletissima ( Losanna), 5000 m piani - 13'25"69

2012
- 11º al Prefontaine Classic ( Eugene), 10000 m piani - 27'27"56

2014
- 7º alla Mezza maratona di Lisbona ( Portogallo) - 1h02'48"
- Argento al Prefontaine Classic ( Eugene), 10000 m piani - 26'49"41
- Bronzo al Meeting de Paris ( Parigi), 5000 m piani - 13'00"53
- Oro alla Cinque Mulini ( San Vittore Olona)
- Oro al Cross Internacional de Italica ( Italica) - 31'32"

2015
- Argento al Prefontaine Classic ( Eugene), 10000 m piani - 26'51"86
- Argento al Golden Gala ( Roma), 5000 m piani - 12'58"69

2016
- 12º al Prefontaine Classic ( Eugene), 5000 m piani - 13'15"22
- 13º al Meeting de Paris ( Parigi), 3000 m piani - 7'46"61

2017
- Oro al Golden Grand Prix ( Tokyo), 3000 m - 7'52"67

2019
- 7º all'Athletissima ( Losanna) - 5000 m piani - 13'06"10
- 17º al Golden Gala ( Roma), 5000 m piani - 13'23"13
- 13º al Prefontaine Classic ( Eugene), 2 miglia - 8'28"60
- 14º ai Bislett Games ( Oslo), 3000 m piani - 7'55"77
- 6º alla World 10K Bangalore ( Bangalore) - 28'39"

2022
- 13º alla World 10K Bangalore ( Bangalore) - 29'35"

2023
- Argento alla Maratona di Buenos Aires ( Buenos Aires) - 2h09'57"